# 鶴田賢次
鶴田 賢次（つるた けんじ、1868年3月1日（慶応4年2月8日） - 1918年（大正7年）6月10日）は、日本の物理学者。東京帝国大学教授。勲五等。理学博士。
ニコンの前身である東京計器製作所の光学計器部の設立にもかかわった、明治-大正期におけるガラス・光学レンズの第一人者で、三角型体温計の発明者。

## 略歴
- 1868年、江戸に鶴田尹徳の七男として生まれる[1]。
- 1893年、東京帝国大学大学院を卒業し、東京帝国大学助教授に就任。
- 1899年、ドイツに留学、のちオランダに留学。
- 1903年、ガラスの研磨法を身に着けて帰国。東京帝国大学教授に昇進。
- 1906年、東京計器製作所が光学計器部（現・ニコン）を設置した際に招聘され、航海用望遠鏡などの制作を指導。
- 1913年、東京帝国大学を辞任。
- 1918年5月31日に脳溢血で倒れて療養したが、6月10日に東京市本郷区駒込蓬莱町（現・東京都文京区向丘）の自宅で死去[1]。

## 人物
- 1896年、山川健次郎が日本で初めてX線の実験を行った際に助手を務めた。実験に使用するクルックス管を製造したのが鶴田である。
- 海外留学から帰国後、帝大の研究室でガラス球を磨くことに没頭し、毎日ガラス球をごしごし磨いて当時の日本で最も精度の高いレンズを作り上げる。このありさまが夏目漱石の『吾輩は猫である』の登場人物・水島寒月(鶴田の同僚である寺田寅彦をモデルにしている)のエピソードとして取り入れられた[3]。
- 泉斜汀（泉鏡花の弟で、作家）が本名の「泉豊春」名義で当時の帝大の教授・学生たちのエピソードを面白おかしく記した『帝大教授学生気質』では、「眼鏡屋先生」として紹介されている。帝大での講義は丁寧で、学生の評価は高かったという。
- 大正期に三角型体温計を発明。これは国産品でありながら狂いのない丈夫な体温計で、日本に体温計を普及させる契機となった。三角型体温計は平型体温計とともに、電子式体温計が発明される1970年代まで広く使われた。
- 尾崎紅葉（泉斜汀の師匠で、作家）や川上眉山などの文学者との交流もあり、自身も文章がうまかった。『物理学叢話』や『自助論の著者スマイルス翁の自伝』などの著書がある。

## 栄典
- 1903年（明治36年）10月10日 - 正六位[4]